# アジャリア自治ソビエト社会主義共和国

アジャリア自治ソビエト社会主義共和国
აჭარის ავტონომიური საბჭოთა სოციალისტური რესპუბლიკა

左下の緑色の地域がアジャリアASSR

アジャリア自治ソビエト社会主義共和国（アジャリアじちソビエトしゃかいしゅぎきょうわこく、グルジア語: აჭარის ავტონომიური საბჭოთა სოციალისტური რესპუბლიკა）またはアジャリアASSR、アジャールASSRは、ソビエト連邦のグルジア・ソビエト社会主義共和国に設置されていた自治共和国。

## 歴史

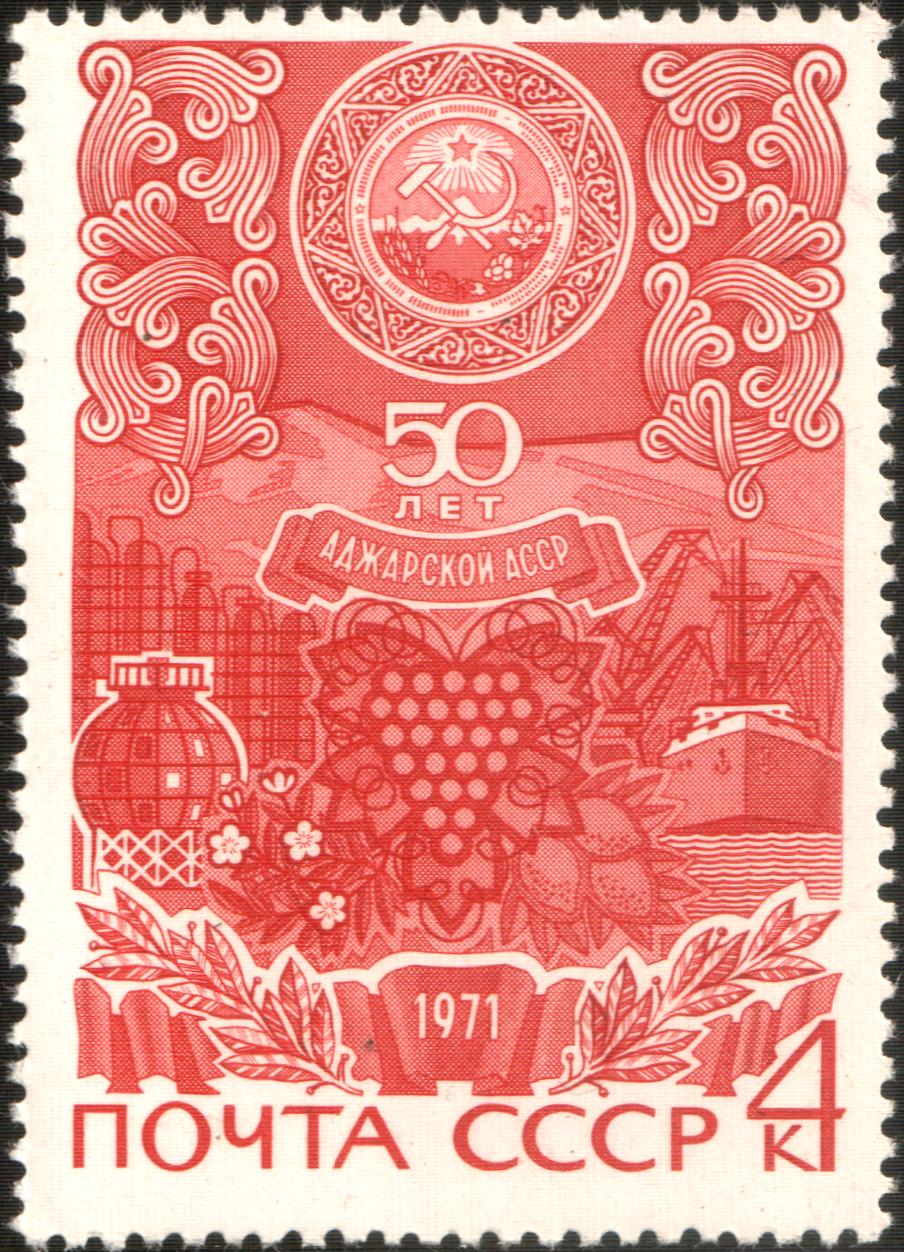
アジャリアASSRの建国50周年を記念し、1971年にソビエト連邦で発行された郵便切手。

1918年から1920年にわたるトルコとイギリス軍の一時的な占領のあと、アジャリアはグルジア民主共和国に再統合された。1921年3月のトルコとソ連の短時間の軍事衝突の後、トルコ政府はカルス条約の第6条に従ってムスリムに自治が提供されるという条件でグルジア領をソ連に譲渡した。ソ連はこの条項に合うようにアジャリアASSRを1921年7月16日に設置した。
この自治はムスリムの信仰の自由を保護するとともに、この地域にトルコの影響力を残そうとするものでもあった。しかし、ソ連はこれを阻止するために黒海の制海権を掌握し、ソ連支配下のアジャリアでは国民の共産主義化が優先され、イスラム教はキリスト教同様に指弾された。1929年4月、イスラム住民は信仰の弾圧と強制集産化に反対してアジャリアで武装蜂起したが、この反乱はすぐさま鎮圧され、多くのイスラム住民がこの地を追われることとなった。
1991年のソ連崩壊の後は、独立国家となったジョージア（グルジア）のアジャリア自治共和国に再編されている。